# 脊骨神經醫學
脊骨神經醫學（英語：chiropractic），香港稱之為脊醫，其定義為“在脊骨療法專業及其中包括的藉矯正關節(尤指脊椎及周圍關節，亦包括骨盆)的方法對人體機能失調的病症加以預防並作出診斷治療的專業方面曾接受訓練並符合資格的人士”。
在世界衛生組織定義中，脊骨神經醫學是一門針對肌肉骨骼神經系統可進行獨立診斷、治療、和復健的醫學系統，與西醫、中醫不同，也有別於坊間所稱的脊椎矯正、手療學、整脊學、美式整脊、脊椎按摩療法。脊骨神經醫學是一種源起於美國的替代療法。通過運用手法或器材來矯正人體的肌肉骨骼系統，特別是脊椎部位，以恢復病患健康。他們相信脊椎角度不正會影響人體的神經系統，從而影響健康。
科學界認為脊骨神經醫學在舒緩一些運動系統問題（例如下背痛），療效與其他操作治療學療法效果相若，並沒有可信證據顯示能改善其他系統的問題，亦有證據指脊骨神經醫學對頸椎的操作可帶來嚴重副作用。另一份2008年的報告亦指脊骨神經醫學對抒緩下背痛有一定的療效，但沒有證據支持脊骨神經醫學對其他健康問題有幫助，而它的理論基礎亦未被科學界接受，甚至被認為是一種偽科學。
《自然》期刊顯示脊骨神經醫學療法似乎會影響中樞神經系統對反覆疼痛刺激的反應方式，仍需要進一步研究。
美國部分私人醫療保險及政府醫療計劃有支付此項費用，也可作為初級照護。在台灣，因為國內醫療體制仍在尋求共識，所以尚未引進，但仍有學成歸國者在推廣。
脊骨神經醫學的治療理念是不仰賴藥物或手術來減輕患者的各種不適與慢性病。以美國為例，有超過八萬位執業的脊骨神經醫學醫師服務將近三千萬位的患者。

## 歷史
脊椎矯正（chiropractic）的英文字根來自希臘文的cheiro（手）與praktika（操作的）組合而成，意思是通過手法操作診療病人。2005年世界衛生組織(WHO)公布正式中文譯名為「脊骨神經醫學」。
最早建立這門技術的人，是十九世紀晚期的美國人，丹尼尔·戴维·帕尔默。他居住在美國中西部，是一名雜貨商，兼磁氣療法的治療師。某位病患因為耳聾前來求診，他發現他的後頸部第四頸椎附近有個不尋常的突起，他用手法把頸椎壓回原位後，病患有了改善。帕爾默於是建立了他的理論，認為人體的疾病都是來自脊椎移位所造成的神經系統異常而引起的。
他在愛荷華州建立了一間學校，從此建立了脊骨神經學。之後，他將學校交給他的兒子，巴特利特·乔舒亚·帕尔默管理。
巴特利特·乔舒亚·帕尔默發展他父親的療法，進一步提出，人體中原本就具備了與生俱來的生命力。脊椎矯正就是利用這股生命力，讓身體自行復原。他並且宣稱，一切疾病都是因為脊椎不正所造成，其中包括了傳染性疾病，如小兒麻痺症等。他反對使用疫苗來防治傳染性疾病，認為疫苗會傷害人體，真正有效的治療與預防方法，是通過脊椎矯正。目前在脊醫醫學院內，關於疫苗和原本偏哲學的部分，已經因為持續的醫學研究，跟以前有所不同。

## 美國脊醫協會
美國脊骨神經協會(American Chiropractic Association，簡稱ACA)創立於1963年，在美國已經有超過了五十年的歷史，協會的前身是由美國的國際脊醫協會（International Chiropractors Association）和國家脊醫協會（National Chiropractors Association）兩個協會的重要成員共同創建而成的，在ACA成立之後為了讓脊骨神經醫學能夠延續且讓新進人員能夠接受更完整的教育，ACA開始著手規劃建立完整的教育制度，在教育制度的建立之後ACA認知到教育需要實證醫學與臨床的研究為基礎，於是在1967年創建脊醫教育和研究中心FCER (Foundation for Chiropractic Education and Research) ，並由兩位脊醫醫師分別做為研究中心第一屆與第二屆的代表，分別是史考特·哈德曼（Scott Haldeman, DC, PhD, MD）和里德·菲利浦（Reed Phillips DC, MSCM, PhD, DACBR）。
1945年至1946年，ACA創立了國家脊醫保險公司（National Chiropractic Insurance Company），現為國家脊醫聯合保險公司（National Chiropractic Mutual Insurance Group），主要負責脊醫的治療意外及不當治療保險和支持脊醫學術上的研究經費。
ACA 在支持不同的教育機構和研究上不餘遺力， 直到1987年發表了脊醫專業的科學化徒手治療期刊 (Journal of Manipulative and Physiological Therapeutics，簡稱JMPT)。

## 脊骨神經醫學與運動
美國脊醫運動協會（英語：American Chiropractic Association Sports council）由第一任會長建立於1972年，在美國有超過45年的歷史，起初成立是幫助運動員訓練來預防比賽前、中、後期的運動傷害。1980年奧林匹亞認可脊醫，在該協會的推廣之下，運動脊醫（Sports Chiropractic）為部分運動賽事提供醫療協助，包括美國美式足球聯盟（National Football League）、美國棒球大聯盟（Major League）、紐約與波士頓馬拉松（New York and Boston Marathons）、某些大學校隊等。
香港執業脊醫在2020年東京奧運會中，為中國隊提供治療。

## 規管
目前，在兩岸四地中，僅香港和澳門有法律規管脊醫。而在中國大陸和臺灣，則處於法律真空狀態。在亞洲其他地方，如韓國，由於缺乏相關法律法規，使用脊骨神經醫學療法可能被視為非法行醫。在英美澳加等西方國家，脊醫亦受法律規管。
在香港，脊醫受脊醫管理局及《脊醫註冊條例》（香港法例第428章）監管。

## 外部連結
- 「低頭族」毛病多 港產脊醫教正確坐姿 Hkej.com 信報財經月刊
- 政府統計處：接受脊醫診治的情況 2013，p.34-51，“在該33 700名在統計前12 個月內曾接受脊醫診治的 15 歲及以上人士中，51.7%表示脊醫診治「有效」；其次認為「一般」及「非常有效」(同為 20.0%)；另認為「不是很有效」或「完全沒有效用」的則不足 10%。 (表 4.4f)”
- 香港脊醫學會
- 香港執業脊醫協會 （页面存档备份，存于）
- 美國脊醫協會 （页面存档备份，存于）
- 國際脊醫協會 （页面存档备份，存于）
- 加拿大脊醫協會 （页面存档备份，存于）
- 英國脊醫協會 （页面存档备份，存于）
- 紐西蘭脊醫協會 （页面存档备份，存于）
- 澳洲脊醫協會 （页面存档备份，存于）
- 世界衛生組織脊醫準則 （页面存档备份，存于）
- 香港脊醫管理局